# 2014年中越边境暴力事件
2014年中越边境暴力事件，越方称为北丰生口岸暴乱事件，指的是2014年4月18日中午发生在中越边境越南广宁省海河县广河市镇中国接壤的边镇北风生口岸边界入口的一起暴力冲突，造成八名中国人和两名越南边防警察丧生。
越南《青年报》网站发布了一张越南警卫站在四个女人和两个孩子旁边的照片。每个女人脸上都蒙着头巾，这是中国一些穆斯林妇女的典型衣着风格，尤其是在新疆某些地区。从面部特征来推测，他们可能是维吾尔族人。

## 经过
越南边防部门18日表示，当天上午在广宁省海河县抓获一伙非法进入越南的中国公民，其中包括男性10人、女性4人以及2名儿童，此前中国边防官员曾通知越方这伙人员计划非法潜入越南。越方随后将这16人拘押到广宁省北风生边防检查站，准备将其移交给中国政府。在填写必要遣送文件时，其中一名非法入境者突然从边防警察手中抢下一把AK-47步枪，并开始向越方人员射击。一名越南警卫当即遭射杀，另一名警卫因伤势过重身亡，另有4人伤势严重。越方人员敦促中国非法移民交出他们的武器，但他们仍然继续抵抗。最终有5名中国人在冲突死亡，有的中国人是跳窗自杀，有的是被越南警察击毙的。
越南政府表示，他们还从三名女性身上搜出刀具等武器。
后越方将中国非法移民的幸存者和死者的尸体交付给中国军方。18日下午3点左右，事发地已经恢复正常。目前，越南广宁省政府已经否认了该事件与恐怖组织有关。中越两国表示正在对该起事件进行联合调查。
牺牲的两名越南边防战士是阮明待少校（Thiếu tá Nguyễn Minh Đãi）和黎武越庆少尉（Thiếu úy Lê Vũ Việt Khánh）。

## 详细报道
以下时间均以越南标准时间（UTC+7）为准。
当天上午5时许，广德边防哨所北丰生口岸边防检查站发现驶来一辆车牌号为43S-5325的汽车。检查站干部要求停车检查，司机不听命令，向海河县方向逃跑，越南边防立即组织追赶。5时45分许，司机将16名中国偷渡者转移到车牌号为17B-000.32的车上，司机武廷雄。广德边防哨所与海河公安局配合逮捕，将其押送到北丰生口岸边防检查站。中午广德边防哨所干部对其进行检查，将非法入境的16人移交给中方时，有非法入境者抢夺越南边防干部阮文居少校的AK枪和打断办公桌子脚作为凶器，向越南边防警察开枪，并固守在边防哨所的三楼。越方干部说服他们投降，向空中开枪，但非法入境者顽抗到底，双方发生枪战。越南2人死亡，4名边防干部和1名公安受伤。16名中国公民5死5伤。截至4月18日下午16时许，广宁省边防部队向中国移交11人和5具尸体。
4月19日，广宁省边防部队、广宁省海河县人民议会、人民委员会及祖国阵线委员会阮明待和黎武越庆举行追悼会。越南国防部追授阮明待（1971年生于北宁省，芒街国际口岸边防哨所翻译干部）中校军衔，黎武越庆（1990年生于广宁省海河县，广德边防哨所毒犬训练人员）中尉军衔。越南胡志明共青团向黎武越庆追授“勇敢青年”纪念章。

## 反应
距越南边境口岸数百米之侧的中国防城港市里火口岸18日下午关闭通关，直至19日晨8时许才恢复正常通关。防城港市警方取消周末休息，全力应对这一事件。临近的防城区那良镇滩散村亦组织治安联防队提高戒备，在中越界河中方一侧加强治安巡逻。
此前的3月，泰国拘留了三拨非法移民，共400多人，他们最初被认为是维吾尔族人。人数最多的一群约有220人，被关押在泰国的一个橡胶种植园。《曼谷邮报》(Bangkok Post)报道，被关押在宋卡府橡胶种植园的人有218名，中国驻泰官员已经确认，其中逾40%是中国的维吾尔族人。
越南国家媒体4月20日报道称，越南安全人员截获了21名试图从海上非法进入越南的中国籍偷渡者。
中方证实，中国蛇头是韦海，他从2014年1月至4月组织300余人偷渡出境。土耳其的艾力·艾买提（外号“阿乐”）给他发指令，韦海指示马仔雇黑车接偷渡人员后到边境深夜交给越南蛇头，再由越南蛇头用黑车运到越南河内市，然后阿乐再组织人运出越南。

## 类似事件
2014年8月29日上午8时许，云南文山州富宁县公安局在广昆高速公路对一辆小轿车和一辆微型车进行检查，将两辆车上的10人（4人为车主和护驾、6人为乘客）带至警务站逐一检查，其中1名男性维吾尔乘客 - 阿力木江·阿扎提抽出鞋裡面尖刀刺伤4名边防武警，武警开枪将其击毙。8月30日，一群维吾尔人在广西防城港中越边境偷渡时，被警方拦截，偷渡者依次下车，第3个下车的人艾麦提江·图尔贡（新疆喀什人），掏出一把尖刀刺向特警，被另一特警开枪击伤。
2014年12月21日22时50分，杨姓蛇头使用2辆商务车运送22名宗教极端人士，试图在广西凭祥穿越边境到越南，警方早在6时就得知消息，调动刑侦、特警、反恐和边防设伏抓捕，抓人时，1人从草丛跳出持刀攻击特警廖宣凯并抢枪，被其他特警击毙。廖宣凯着防弹衣，颈脖、大腿及右手虎口受伤。官方未透露这些人的民族，观察人士认为他们可能是维吾尔族。
2015年1月18日晚8时许，几名维吾尔族人在广西凭祥市中越边境与警方冲突。其中2名维吾尔族人被击毙。1人逃跑，随后被捕。4月17日上午，警察又在中越边境广西东兴市发现多名疑似涉恐偷渡者，警方随即抓捕，两名疑似偷渡者逃脱。14时，当地公安、武警、边防部门联合行动，并发现行踪，随即冲突，两名疑似偷渡者被击毙。